# SKLV
SKLV je klíčový ukazatel charakterizující tarif stavebního spoření. Zkratka pochází z německého označení Sparer-Kassen-Leistungsverhältnis (doslova poměr výkonu spořitele a spořitelny), český ekvivalent neexistuje. SKLV je vlastností tarifu stavebního spoření, případně konkrétního klienta a je definován jako podíl
SKLV = spořicí výkon / úvěrový výkon,

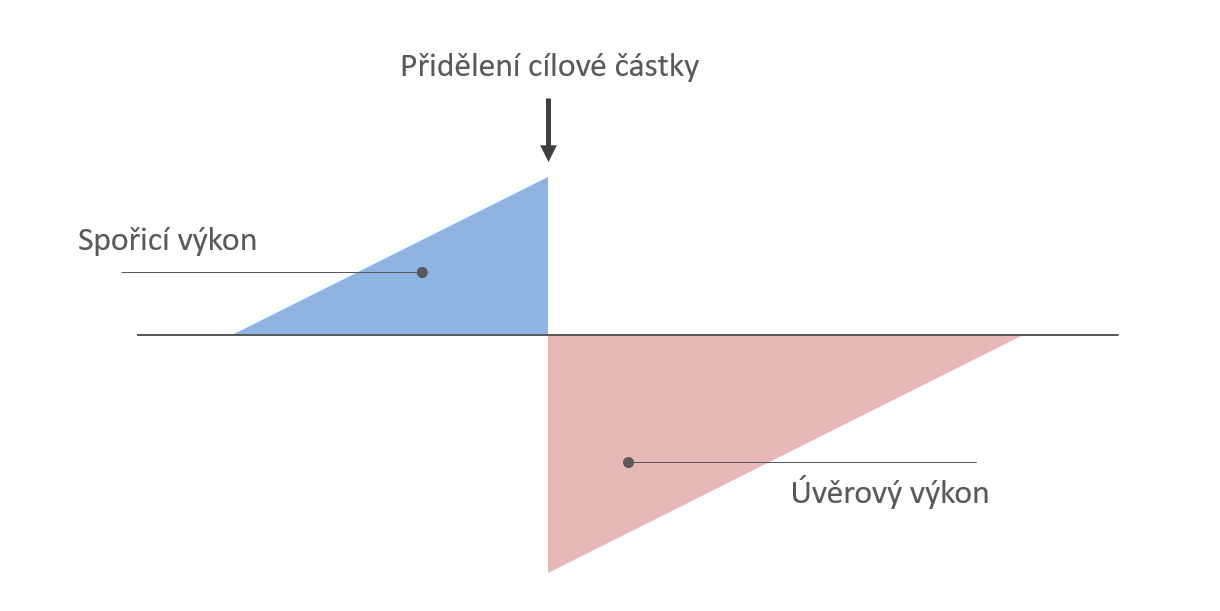
Definice spořicího a úvěrového výkonu.

kde spořicí výkon a úvěrový výkon jsou veličiny popisující délku a intenzitu spoření (spořicí výkon), případně výši úvěru a dobu jeho splatnosti (úvěrový výkon). Spořicí výkon je roven ploše pod křivkou zůstatku na účtu stavebního spoření. Úvěrový výkon je roven ploše mezi vodorovnou osou a křivkou výše nesplaceného úvěru ze stavebního spoření. Protože na svislé ose je částka v peněžních jednotkách (například Kč) a na vodorovné ose je čas (například v rocích), je jednotkou spořicího i úvěrového výkonu peníze × čas (například Kč × rok). Samotná hodnota SKLV je bezrozměrná.

## Význam SKLV
Lze odvodit, že hodnota SKLV je rovna nejvyššímu možnému podílu účastníků, kteří mohou čerpat úvěr ze stavebního spoření, aniž by byla ohrožena dlouhodobá likvidita stavební spořitelny. Pokud stavební spořitelna nabízí tarif stavebního spoření s hodnou SKLV = 0,5, pak může poskytnout úvěr každému druhému klientovi, aniž by podstupovala významné likviditní riziko (úplné odstranění likviditního rizika však možné není, vinou zjednodušujících parametrům výpočtu). Pokud by stavební spořitelny poskytovala úvěry ze stavebního spoření většímu počtu účastníků než odpovídá hodnotě SKLV, dostala by se po určité době do dlouhodobého likviditního problému, protože objem pohledávek z úvěrů ze stavebního spoření by převýšil objem vkladů na účtech stavebního spoření.
U standardních tarifů stavebního spoření je hodnota SKLV stanovena nepřímo ve všeobecných obchodních podmínkách. Obvykle je to provedeno následujícími ustanoveními:
1. Pro získání úvěru ze stavebního spoření je potřeba dosáhnout předepsaného hodnotícího čísla. Přitom hodnotící číslo je úměrné spořicímu výkonu. Tím je zdola omezen spořicí výkon.
2. Výše úvěru ze stavebního spoření je omezená (například nesmí převýšit 60 % cílové částky) a výše splátky úvěru musí být vyšší než stanovená mez (např. nejméně 0,5 % cílové částky). Tím je shora omezen úvěrový výkon.

Kombinace obou podmínek dává minimální hodnotu SKLV kterou musí účastník splnit pro získání úvěru ze stavebního spoření.

## Význam SKLV pro účastníky stavebního spoření
Nízké hodnotě SKLV odpovídá nízký čitatel (spořicí výkon) a vysoký jmenovatel (úvěrový výkon). Pro získání úvěru ze stavebního spoření tedy účastníkovi stačí odvést nízký spořicí výkon (tj. nemusí dlouho či intenzivně spořit), případně může získat vysoký úvěr s dlouhou dobou splatnosti (může čerpat vysoký úvěrový výkon). Pro účastníky kteří mají zájem čerpat úvěr ze stavebního spoření je tedy výhodné volit tarif s pokud možno nízkou hodnotou SKLV.

## Regulace SKLV
V Německu byla na konci 20. století zavedena regulace hodnoty SKLV jako reakce na likviditní krizi. Hodnota SKLV v Německu proto musí být alespoň 0,4. V České republice není hodnota SKLV regulována a jsou patrné významné rozdíly v přístupu jednotlivých stavebních spořitelen. Hodnota SKLV nabízených tarifů stavebních spořitelen se v září 2023 pohybovala ve velmi širokém rozpětí od  0,174 do 0,758.